# Gregorio López y Fuentes
Gregorio López y Fuentes (17 de noviembre de 1895 – 10 de diciembre de 1966) fue un escritor mexicano que incursionó en novela, poesía, periodismo y crónica de la Revolución mexicana. Fue contemporáneo de Mariano Azuela y Martín Luis Guzmán.
Nació en un rancho llamado "El Mamey" perteneciente al municipio de Zontecomatlán, Veracruz, ubicado en la región Huasteca veracruzana. Empezó a escribir a la edad de quince años al mismo tiempo del inicio de la Revolución mexicana, conflicto que abordó en la mayoría de sus libros. Más tarde fue maestro de literatura en la Ciudad de México. En 1921 comenzó a escribir para el diario El Universal, frecuentemente bajo el seudónimo "Tulio F. Peseenz".  El nombre del municipio en donde nació fue renombrado como Zontecomatlán de López y Fuentes en su honor.

## Obra
Su obra refleja una visión realista, pero humorística de México, en la que trata el tema de la opresión indígena. Su obra más famosa es El indio que sería traducida al inglés en 1937. Esta obra fue la primera novela en obtener el Premio Nacional de Literatura entregado por la Secretaría de Educación Pública en México, el cual fue sustituido posteriormente por Premio Nacional de Ciencias y Artes en las áreas de Lingüística y Literatura.
En su bibliografía destacan los siguientes títulos:
- Claros de selva (1921)
- El vagabundo (1922)
- El alma del poblacho (1924)
- Campamento (1931)
- Tierra (1932) con portada de Fernando Leal (1896-1964)
- Mi general (1934)
- El indio (1935)
- Arrieros (1937)
- Huasteca (1939)
- Una carta a Dios (1940)